# Суперкубок Казахстана по футболу 1995
Суперкубок Казахстана по футболу 1995 года (каз. Қазақстан Супер Кубогы 1995) — 1-й розыгрыш Суперкубка Казахстана, футбольного матча, в котором встречаются чемпионы Высшей лиги и обладатели Кубка Казахстана предыдущего сезона. Матч состоялся 9 октября 1995 года на стадионе «Центральный» в городе Алматы. В нём встретились победитель чемпионата Казахстана сезона 1994 — «Елимай» (Семей) и обладатель Кубка Казахстана сезона 1994 — «Восток» (Усть-Каменогорск).

## История проведения
Первый Суперкубок Казахстана в 1995 году был проведён спонтанно. 13 октября 1995 года чемпион страны, семипалатинский «Елимай», проводил первый матч второго этапа Кубка чемпионов Азии в Эр-Рияде (Саудовская Аравия) против местного «Ан-Насра». В это же время обладатель Кубка страны, усть-каменогорский «Восток», гостил в Тегеране, где встречался с обладателем Кубка Ирана — «Бахманом», в рамках Кубка обладателей Кубков Азии 1995.
Перед вылетом из Алматы, 9 октября 1995 года, состоялся 1-й Суперкубок страны. На поле Центрального стадиона Алматы вышли чемпион и обладатель Кубка 1994 года. Данная игра рассматривалась командами как контрольная, так как приоритетами были игры в азиатских кубках.

## Отчет о матче
| Елимай                         | 2:0 | Восток |
| ------------------------------ | --- | ------ |
| Мирошниченко 29′ · Глушков 53′ |     |        |

| Победитель Суперкубка Казахстана по футболу 1995 |
| ------------------------------------------------ |
| Елимай (Семей) Первый титул                      |